# Ahn Sol-bin
Ahn Sol-bin (hangul: 안 솔빈; Seongnam, Gyeonggi, 19 de agosto de 1997), más conocida como Solbin (hangul: 솔빈),  es una cantante y actriz surcoreana. Como cantante, es miembro del grupo femenino Laboum.

## Carrera
Ahn Sol-bin estudió en el Departamento de actuación del Instituto de las Artes de Seúl.
En 2014, se convirtió en miembro del grupo femenino surcoreano Laboum.
En 2021, Solbin interpretó en la serie Idol: The Coup el papel de Hyun-ji, la bailarina principal del grupo femenino Cotton Candy, a la que le cuesta aceptar la difícil situación que atraviesa el grupo. La serie, de doce capítulos, se emitió los lunes y martes a partir del 8 de noviembre de 2021, por JTBC.

## Discografía
Artículo principal: Laboum.

## Filmografía

### Películas
| Año  | Título                           | Papel              | Notas | Ref.        |
| ---- | -------------------------------- | ------------------ | ----- | ----------- |
| 2016 | Duel: Final Round                | Colega de Jung-ran |       | [ 4 ]       |
| 2018 | Bling Bling Sounds               | Lee Soo-ah         |       | [ 5 ] [ 6 ] |
| 2019 | The Mistake of Survivorship Bias | Sung Ji-na         |       | [ 7 ]       |
| 2021 | Can You Only See Me              | Min Jung           |       | [ 8 ] [ 9 ] |

### Series de televisión
| Año     | Título                              | Papel                  | Canal                 | Notas           | Ref.          |
| ------- | ----------------------------------- | ---------------------- | --------------------- | --------------- | ------------- |
| 2016    | The Sound of Your Heart             | Ella misma             | KBS2                  |                 | [ 10 ]        |
| 2016    | Solomon's Perjury                   | Lee Yoo-jin            | JTBC                  |                 | [ 11 ] [ 12 ] |
| 2016    | A Special Meal of the Weirdo, Nara  | Na-ra                  | Naver TV, V Live      | Serie web       | [ 13 ]        |
| 2017    | Reunited Worlds                     | Nam Soon-ji            | SBS                   |                 | [ 14 ] [ 15 ] |
| 2017    | All the Love in the World: Season 2 | Min-yeong              | Naver TV              | Serie web       | [ 16 ] [ 17 ] |
| 2017    | Meloholic                           | Kim Min-jung           | OCN                   |                 | [ 18 ]        |
| 2018    | Nice Witch                          | Bong Chun-ji           | SBS                   |                 | [ 19 ]        |
| 2019    | Soul Plate                          | Soopia                 | Naver TVCast, YouTube | Serie web       | [ 20 ]        |
| 2020    | Touch                               | Song Ha-won            | Channel A             | Cameo (ep. 2-3) | [ 21 ]        |
| 2020    | Itaewon Class                       | compañera de Sae Ro Yi | JTBC                  | Cameo (ep. 1)   | [ 22 ] [ 23 ] |
| 2020    | La novata de la calle               | Jung Eun-byul          | SBS                   |                 | [ 24 ]        |
| 2021    | Oh My Ladylord                      | Kim Ji-yeon            | MBC                   | Cameo (ep. 1-2) | [ 25 ]        |
| 2021-22 | Idol: The Coup                      | Hyun-ji (Oh Hyeon-ji)  | JTBC                  |                 | [ 3 ] [ 26 ]  |

### Espectáculos de variedades
| Año     | Título                    | Papel              | Canal        | Notas | Ref.                 |
| ------- | ------------------------- | ------------------ | ------------ | --- | -------------------- |
| 2015    | Her Secret Weapon         | concursante        | MBC Every1   | | [ 27 ]               |
| 2016    | Running Man               | invitada           | SBS          | 16 de octubre de 2016 |                      |
| 2016-18 | Music Bank                | presentadora       | KBS2         | Con Kang Min-hyuk (1 de julio de 2016 – 4 de noviembre de 2016) con Lee Seo-won (11 de noviembre de 2016 – 11 de mayo de 2018) | [ 28 ] [ 29 ] [ 30 ] |
| 2017    | Life bar                  | invitada           | tvN          | Ep. 13-14 (2 y 9 de marzo de 2017)                                                                                             | [ 31 ]               |
| 2019    | Anything friends          | invitada           | tvN          | Ep. 2 (24 de julio de 2019) | [ 32 ]               |
| 2021-22 | Saturday Night Live Korea | miembro del equipo | Coupang Play | Espectáculo web | [ 33 ]               |
| 2022    | Army Three                | presentadora       | tvN          | | [ 34 ]               |

## Premios y nominaciones
| Año  | Premio           | Categoría               | Trabajo        | Resultado | Ref.   |
| ---- | ---------------- | ----------------------- | -------------- | --------- | ------ |
| 2021 | MBC Drama Awards | Mejor actriz revelación | Oh My Ladylord | Nominada  | [ 35 ] |